# Романовка (Рогачёвский район)
Романовка (бел. Раманаўка) (до 1937 года Хапаны) — деревня в Запольском сельсовете Рогачёвского района Гомельской области Беларуси.

## География

### Расположение
В 6 км на запад от районного центра и железнодорожной станции Рогачёв (на линии Могилёв — Жлобин), 127 км от Гомеля.

### Гидрография
На западе мелиоративный канал.

## Транспортная сеть
Транспортные связи по просёлочной, затем автомобильной дороге Бобруйск — Гомель. Планировка состоит из 2 прямолинейных, соединённых между собой дорогой, улиц меридиональной ориентации, застроенных двусторонне, деревянными усадьбами.

## История
В 1704 году упоминается как деревня Хапаны в составе имения Тихиничи в Речицком повете ВКЛ. Упоминается в 1756 году как деревня в Задруцком войтовстве Рогачёвского староства. В XIX веке - селение в Тихиничской волости Рогачёвского уезда Могилёвской губернии. С 1880 года действовал хлебозапасный магазин. Согласно переписи 1897 года действовали школа грамоты, мельница. В 1902 году открыта церковно-приходская школа, которая размещалась в наёмном крестьянском доме. В 1909 году 590 десятин земли.
В 1930 году организован колхоз. Во время Великой Отечественной войны в июне 1944 года оккупанты сожгли деревню и убили 17 жителей. При освобождении деревни 26 июня 1944 года отличился батальон под командованием майора Ф. И. Ульянина (посмертно присвоено звание Герой Советского Союза). 24 жителя погибли на фронте. Согласно переписи 1959 года в составе колхоза имени С. М. Кирова (центр — деревня Заполье).

## Население

### Численность
- 2004 год — 20 хозяйств, 34 жителя.

### Динамика
- 1897 год — 52 двора, 351 житель (согласно переписи).
- 1909 год — 57 дворов, 413 жителей.
- 1925 год — 62 двора.
- 1940 год — 89 дворов.
- 1959 год — 298 жителей (согласно переписи).
- 2004 год — 20 хозяйств, 34 жителя.